# Atalantia hainanensis
Atalantia hainanensis là một loài thực vật có hoa trong họ Cửu lý hương. Loài này được Merr. & Chun ex Swingle mô tả khoa học đầu tiên năm 1940.